# Jacob Philipp Hackert
Jacob Philipp Hackert né le 15 septembre 1737 à Prenzlau et mort le 28 avril 1807 à San Piero di Careggi est un peintre paysagiste prussien néoclassique.

## Biographie
Philipp Jakob commença sa formation artistique dans l'atelier de son père Philipp, qui décéda en 1786, et de son oncle, un peintre de Berlin. Il se rendit, à partir de 1758, à l'Académie des Beaux-Arts de Berlin et en 1761, pour la première fois, deux de ses paysages retinrent l'attention.
Il fut invité par le baron Adolf Friedrich von Olthof (de) à Stralsund, Rügen et Stockholm, où Jacob réalisa des peintures murales. Au cours des années 1765 à 1768 il se rendit à Paris en compagnie de Balthasar Anton Dunker. Il y découvrit, Claude Joseph Vernet, le peintre avignonnais, déjà célèbre pour ses paysages et ses marines, ainsi que le graveur sur cuivre Johann Georg Wille.
En 1767, lors d'un séjour en France, Hackert séjourna plusieurs mois dans la résidence de campagne de l’évêque du Mans, Louis-André de Grimaldi. Cette résidence était située à La Chaussée-d'Ivry, il y peignit une gouache sur papier, signée datée et localisée Jacq. Ph. Hackert f. à Yvré 1767.
Après un voyage en Normandie et Picardie, en 1768, il partit avec son frère Georg  en Italie, vers Rome et Naples. Il entra en relation avec Johann Friedrich Reiffenstein (de) et William Hamilton. Voyageant dans toute l'Italie, il se fit une réputation de talentueux peintre paysagiste. Puis, il fut appelé à la cour de Naples, auprès du roi Ferdinand IV de Bourbon qui entre 1780 et 1784, le logea, lui donna carrosse, livrée royale et des émoluments mensuels de cinquante piastres. Hackert fut chargé de peindre tous les ports du royaume qui sont présentés dans les salons du Palais de Caserte et qui lui furent payés au prix de 50 ducats pièce, ce qui lui procure une certaine aisance financière
En 1778, de passage dans le Comtat Venaissin, il va véritablement innover en prenant pour la première fois le massif du Mont Ventoux comme seul thème dans son tableau Vue du mont Ventoux depuis les environs de Carpentras.
En 1786, de retour à la Cour napolitaine, il y rencontra Johann Wolfgang von Goethe. Dès lors les deux hommes se portèrent une estime réciproque. À la suite de l'insurrection des Lazzaroni de Naples, il s'enfuit à Livourne et à Pise, puis s'établit à Florence. Il décéda à San Piero di Carregio (aujourd'hui Careggi), dans la campagne florentine. Après sa mort, en 1811, Goethe rédigea sa première biographie.
Il fut en son temps un artiste fort apprécié et contrairement à ses contemporains italiens, tel François Piranèse, qui peignait des paysages héroïques, il chercha toujours la précision et la fidélité.

## Œuvre
- Éruption du Vésuve en 1774, 1774, huile sur toile, 70 × 90 cm, Gemäldegalerie Alte Meister (Cassel)[4]
- Vue d'un temple en ruine à Agrigente, 1778, huile sur toile, 123 × 170 cm, Musée de l'Ermitage, Saint-Petersbourg[5]
- Ferdinand IV à la chasse à la foulque sur le lac Fusaro, 1783, huile sur toile, 141 × 219 cm, Musée Capodimonte, Naples[6]
- Le Parc de l'Arricia près d'Albano, huile sur toile, 65 × 97 cm, Musée Fabre, Montpellier[7]

"
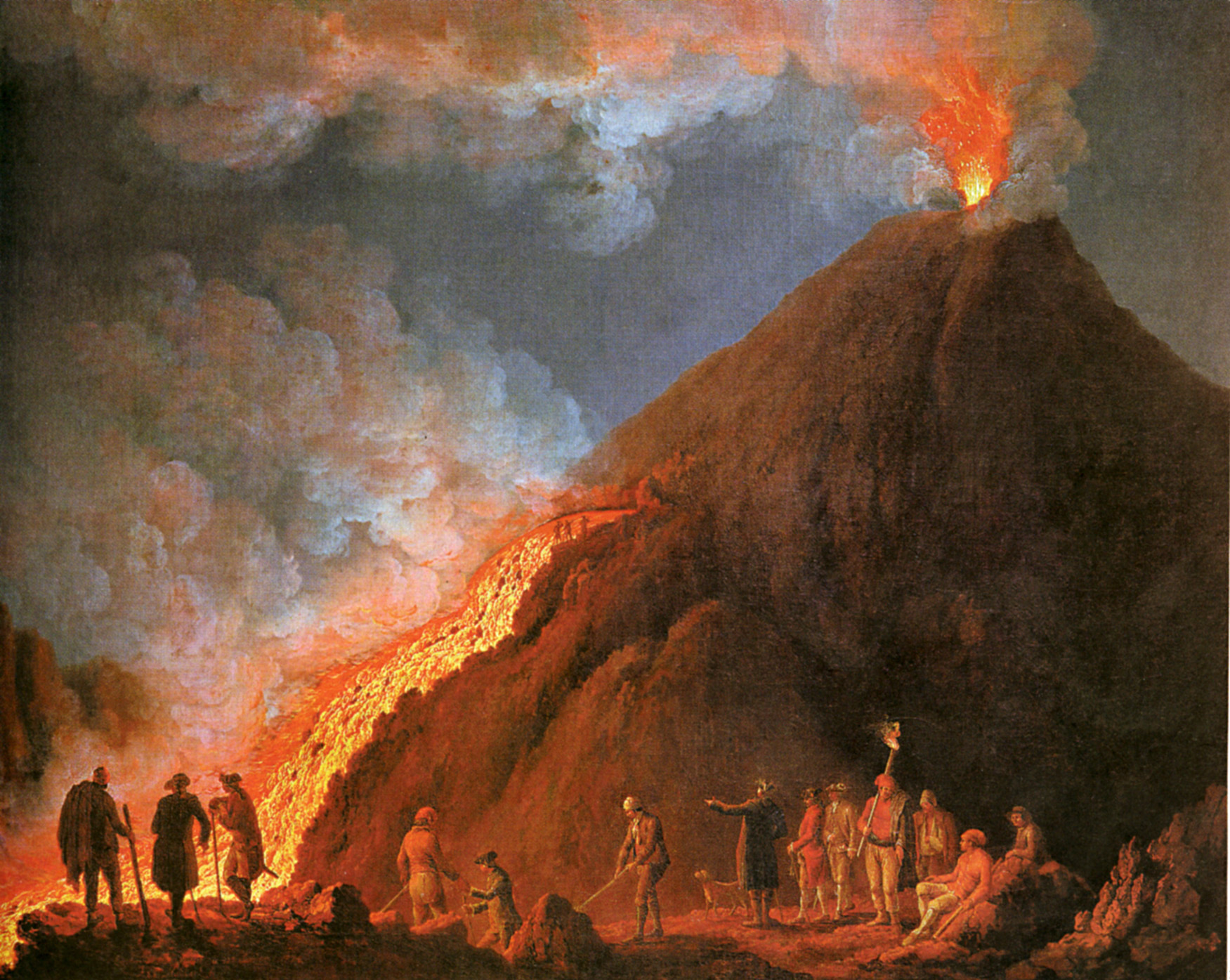
Éruption du Vésuve, 1774, Cassel
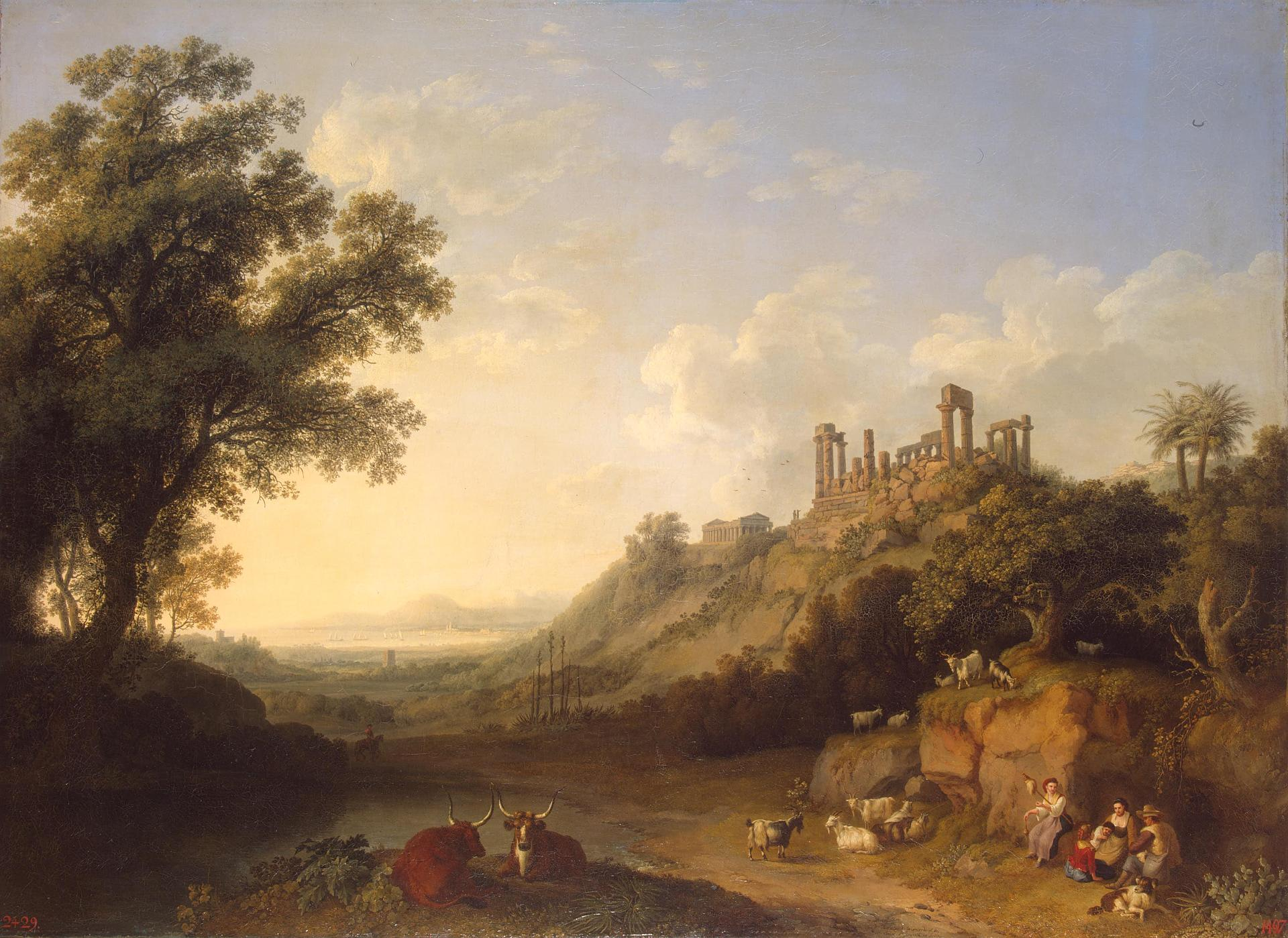
Temple antique à Agrigente, 1778 Musée de l'Ermitage
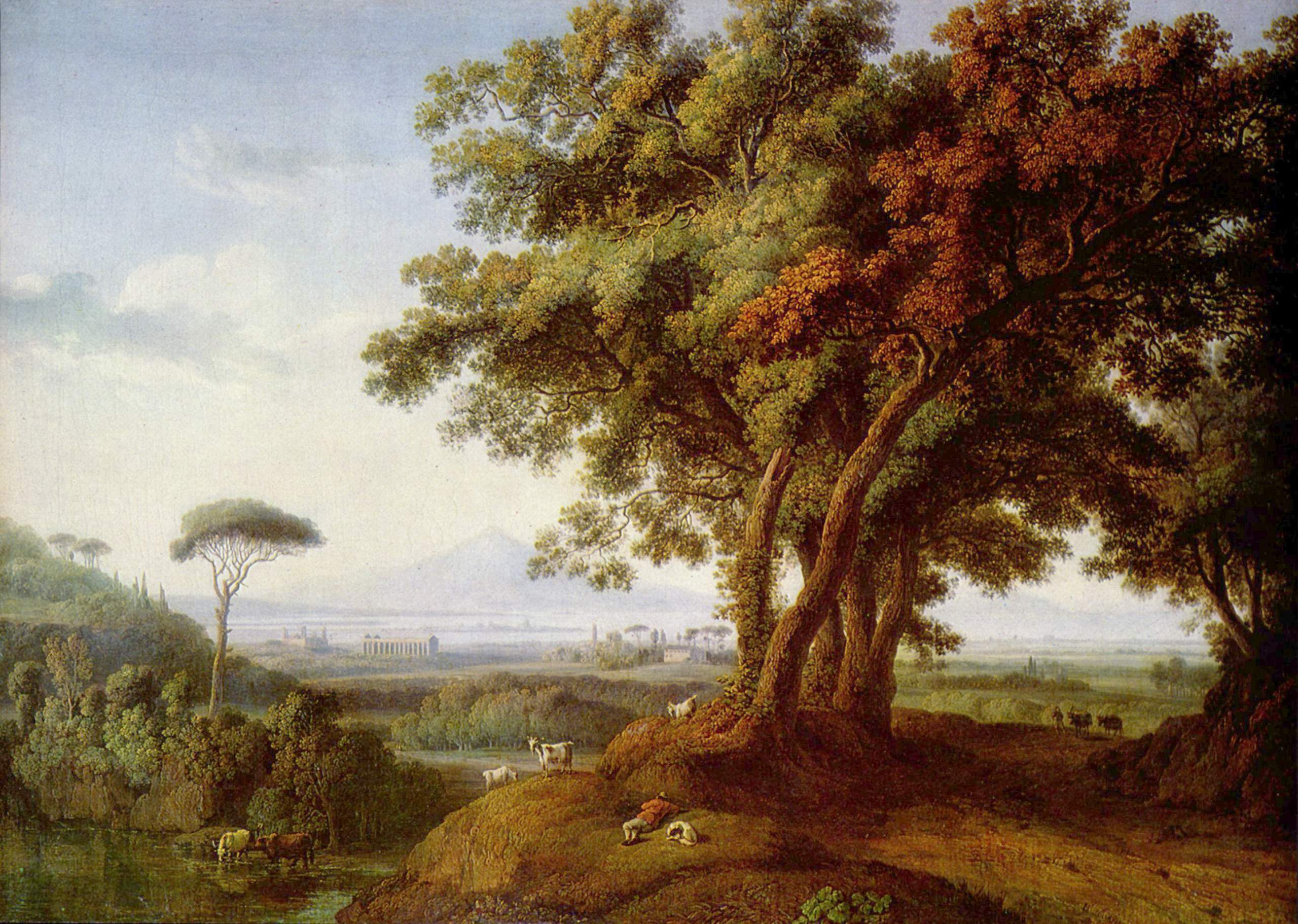
Paysage italien, 1778
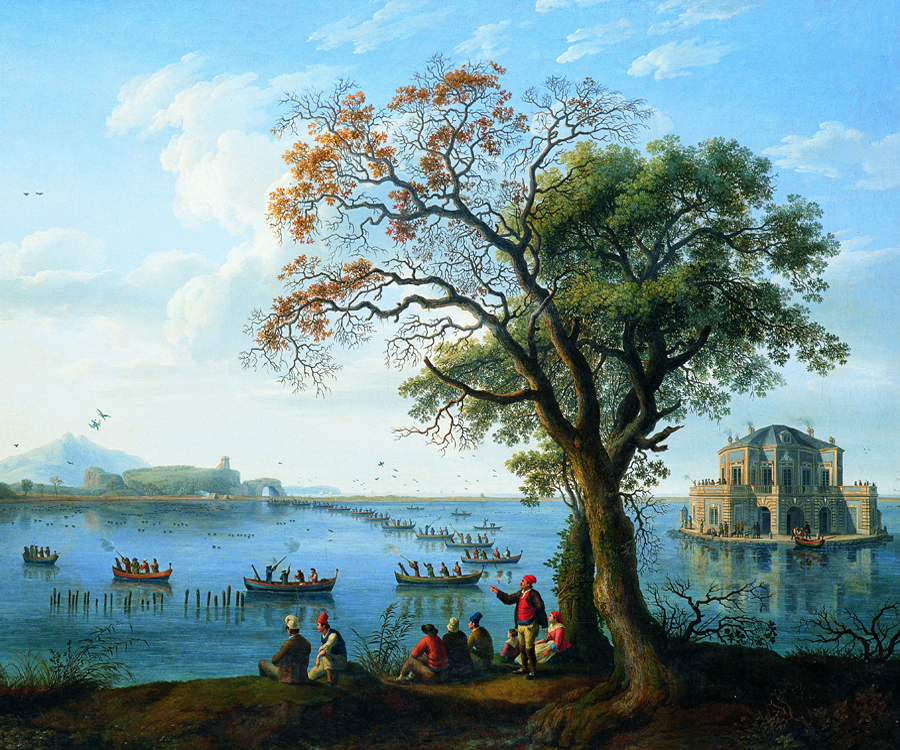
Ferdinand IV à la chasse, 1783 Musée Capodimonte
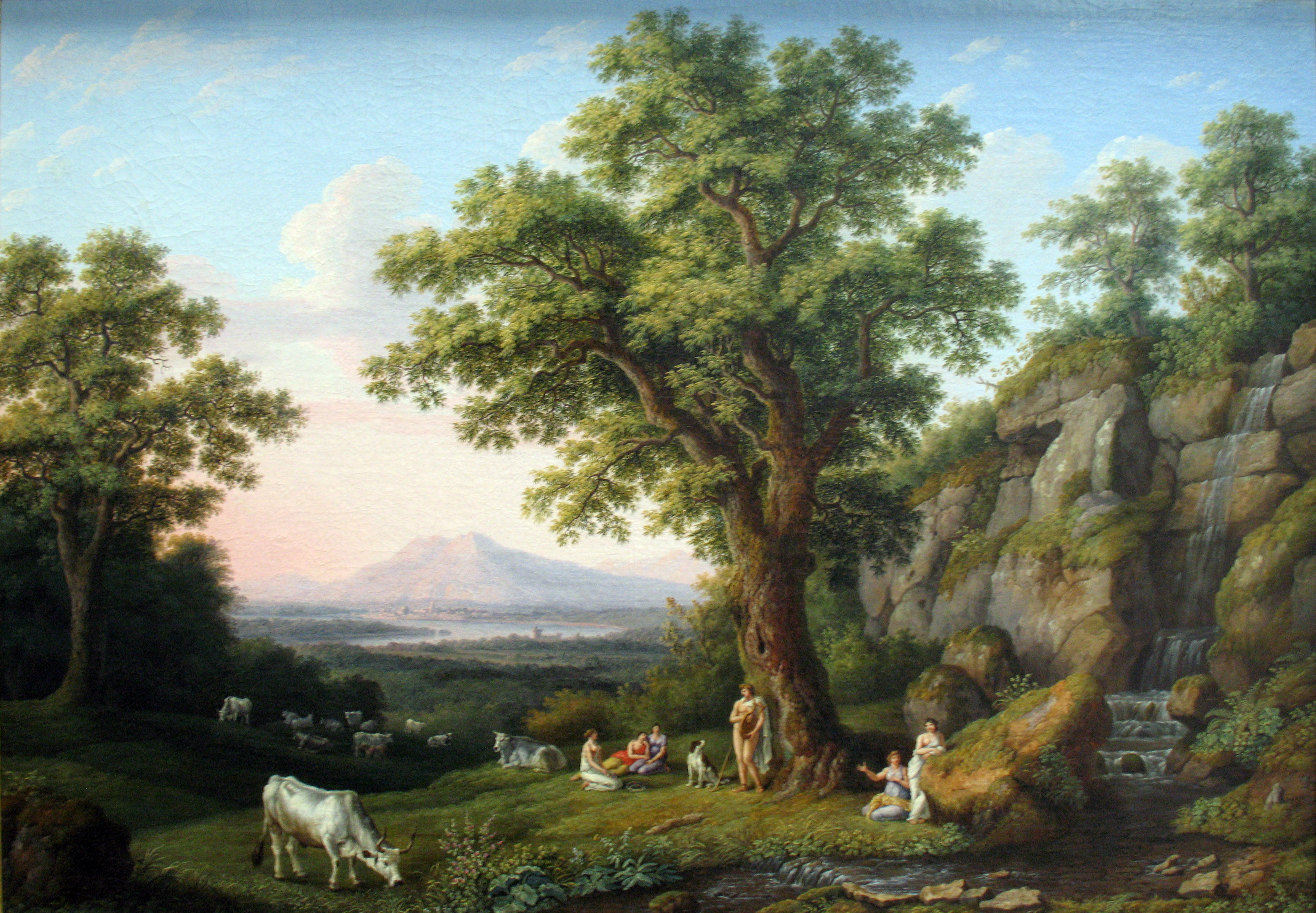
Paysage arcadien, 1805
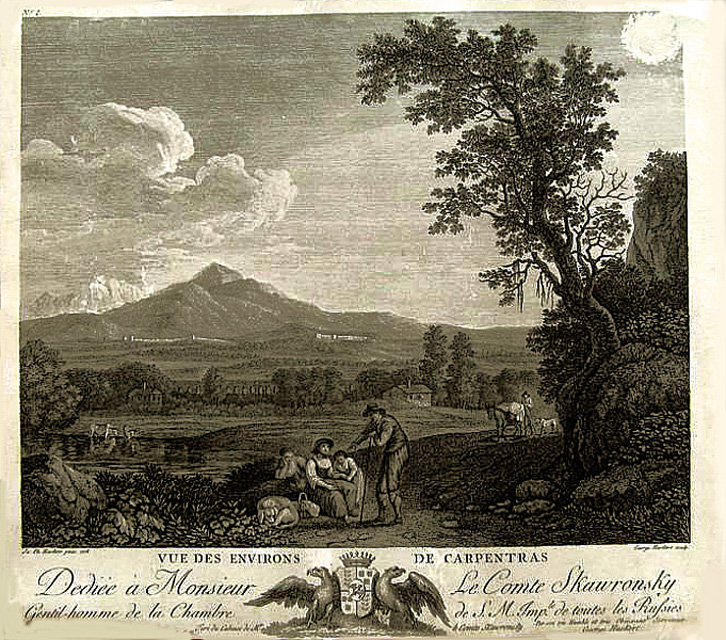
Mont Ventoux vue de Carpentras